# Quend
Quend (IPA: /kɛ̃/; picardisch Tchin, niederländisch Kent) ist eine nordfranzösische Gemeinde mit 1.280 Einwohnern (Stand 1. Januar 2022) im Département Somme in der Region Picardie im Département Somme in der Region Hauts-de-France. Die Gemeinde liegt im Arrondissement Abbeville und ist Teil der Communauté de communes Ponthieu-Marquenterre und des Kantons Rue.

## Geographie

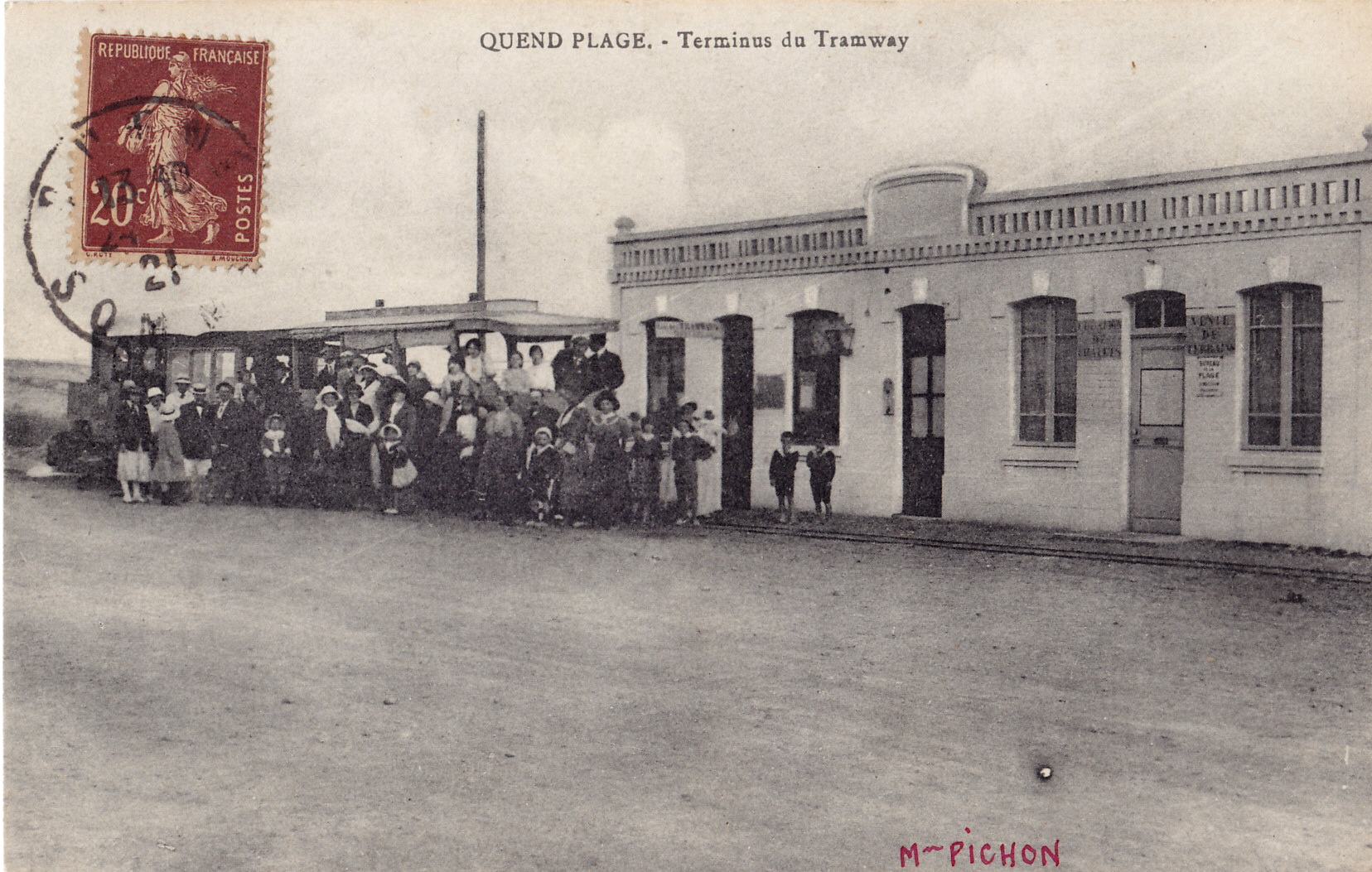
Dampfstraßenbahn von Quend-Plage und Fort-Mahon am Endpunkt Quend-Plage, um 1921

Die rund fünf Kilometer nordnordwestlich von Rue gelegene Gemeinde im Marquenterre nimmt den nördlichen Teil des Küstenabschnitts zwischen der Mündung des Authie und der Somme ein und schließt dabei das Gebiet der Gemeinde Fort-Mahon-Plage ein. Die Bahnstrecke von Amiens nach Boulogne-sur-Mer verläuft im Osten des Gemeindegebiets. Zu Quend gehören (von Osten) die Gemeindeteile La Gare, Le Vieux Quend, Hère, Froise, Monchaux, Routhiauville. La Dune Fleurie und das an der Dünenküste gelegene Quend-Plage sowie zahlreiche einzeln gelegene Gehöfte. Der Feinsandstrand ist 15 Kilometer lang. Das Gemeindegebiet gehört zum Regionalen Naturpark Baie de Somme Picardie Maritime, im Meer schließt an die Küste der Parc Naturel marin des Estuaires Picards et de la Mer d’Opale an.
Der Bahnhof wird nicht mehr bedient und die beiden Kleinbahnlinien sind seit 1934 stillgelegt.

## Geschichte
Funde belegen eine römische Besiedelung. Im Jahr 1515 wurden die Deiche erneuert. Die historische Gemeinde Marquenterre wurde 1791 aufgelöst und Quend wurde selbstständige Gemeinde. 1923 wurde Fort-Mahon-Plage aus dem Gemeindegebiete herausgelöst und selbstständige Gemeinde.

## Einwohner
| 1962 | 1968 | 1975 | 1982 | 1990 | 1999 | 2006 | 2011 |
| ---- | ---- | ---- | ---- | ---- | ---- | ---- | ---- |
| 1353 | 1345 | 1315 | 1243 | 1209 | 1205 | 1376 | 1389 |

## Sehenswürdigkeiten

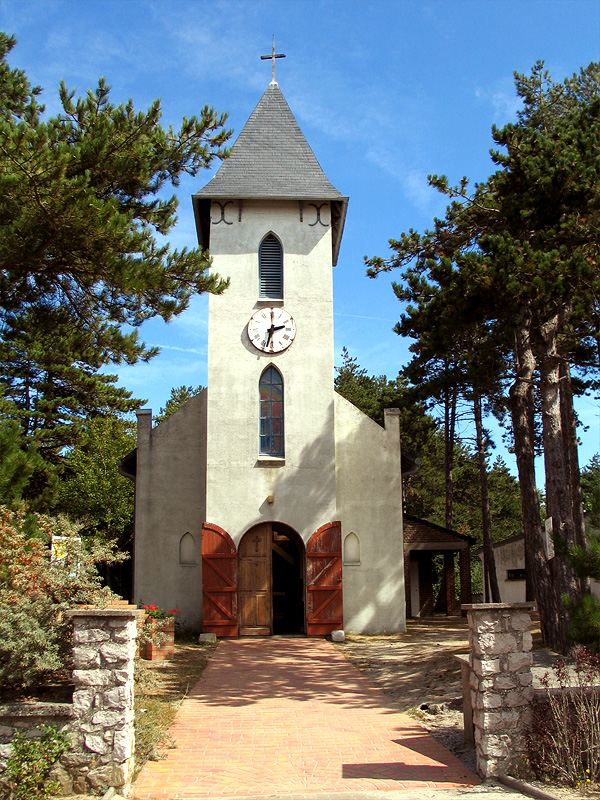
Kirche in Quend-Plage

- 1797 als Triangulationspunkt genutzte Kirche Saint-Vaast im Zentrum
- Kirche Notre-Dame-des-Pins in Quend-Plage[2]

## Veranstaltungen
- Filmfestival (Festival du film grolandais), unregelmäßig seit 2005.[3]